# ITU World Championship Series 2020
Die ITU World Championship Series 2020 (auch World Triathlon Series, WTS) ist eine Triathlon-Rennserie mit Wettkämpfen über die olympische Distanz und die Sprintdistanz sowie als Staffelbewerb (Mixed Relay). Sie wird unter Obhut des internationalen Triathlon-Verbands International Triathlon Union (ITU) ausgetragen. Der Sieger und die Siegerin der Serienwertung werden als Triathlon-Weltmeister geehrt.

## Organisation
Diese Weltserie wird seit 2009 jährlich unter sportrechtlicher Obhut der ITU veranstaltet, von 1989 bis 2008 wurden die Weltmeister jeweils in einem einzelnen Wettkampf ermittelt.

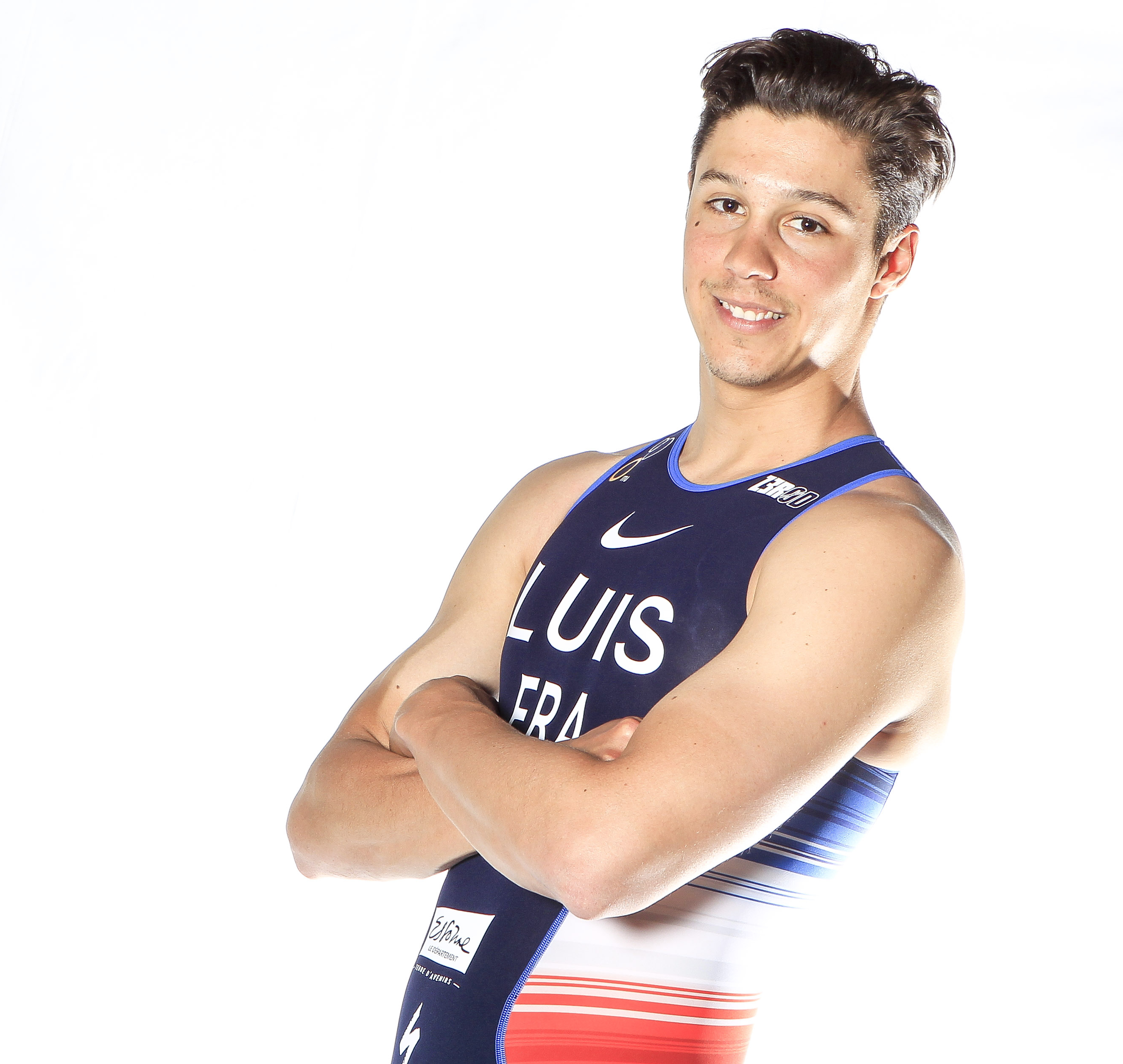
Vincent Luis – Triathlon-Weltmeister auf der Kurzdistanz 2019 und 2020

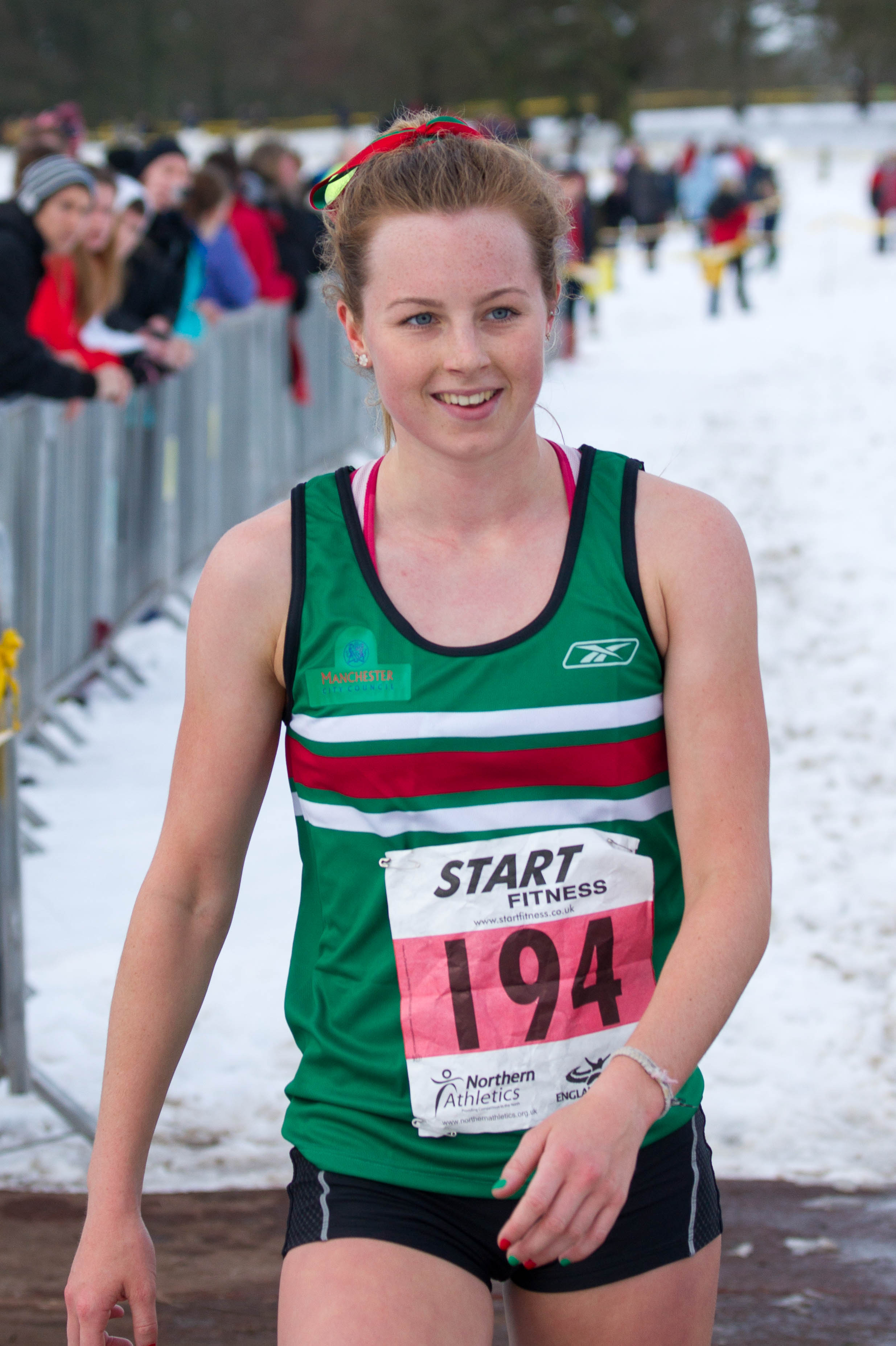
Georgia Taylor-Brown – Triathlon-Weltmeisterin auf der Kurzdistanz 2020

Auf der olympischen Distanz bestehen die Wettkämpfe aus 1,5 km Schwimmen, 40 km Radfahren und 10 km Laufen, auf der Sprintdistanz aus 750 m Schwimmen, 20 km Radfahren und 5 km Laufen. Bei den Elite-Wettkämpfen ist generell Drafting (Radfahren im Windschatten) freigegeben. Bei den im Rahmenprogramm veranstalteten Breitensport-Wettkämpfen besteht dagegen Drafting-Verbot, d. h. jeder Athlet hat zum vorausfahrenden Athleten auf der Radstrecke mindestens zwölf Meter Abstand einzuhalten.
In der Saison 2020 sollten sechs Rennen sowie das Finale im August in Edmonton stattfinden. Die ersten fünf geplanten Rennen der Saison, die zwischen März und Juli stattfinden hätten sollen, mussten aufgrund der Ausbreitung der Coronavirus-Pandemie abgesagt werden. Das für den vom 17. bis 23. August geplante Finale der WM-Serie in Edmonton, der Hauptstadt der kanadischen Provinz Alberta, musste im April ebenso abgesagt werden.
Die Vergabe der WM-Titel 2020 auf der Kurzdistanz fand im Rahmen des Hamburg Wasser World Triathlons am 5. September statt und die Titel der Mixed Team-Weltmeisterschaften werden am 6. September ebenso in Hamburg vergeben.

### Qualifikation
Jeder nationale Dachverband kann pro Wettkampf der Serie bis zu sechs männliche und weibliche Athleten nominieren, der gastgebende Verband bis zu acht. Die Meldung hat spätestens 33 Tage vor dem Wettkampf an die ITU zu erfolgen.

Die ITU stellt anhand der Platzierung der gemeldeten Athleten auf der ITU Points List die Starterfelder von je 60 männlichen und weiblichen Athleten zusammen, zusätzlich können je fünf Einladungen ausgesprochen werden. In die ITU Points List gehen im Gegensatz zum World Championship Ranking auch weitere Wettkämpfe wie z. B. U23-Weltmeisterschaften, kontinentale Meisterschaften und Cup-Veranstaltungen und Studentenweltmeisterschaften ein.

### Grand Final
Nach dem Rennen am letzten Austragungsort der Saison (Grand Final) werden der Sieger und die Siegerin der Serienwertung als Triathlon-Weltmeister geehrt.
Im Rahmen des Grand Final werden zudem jährlich die
1. Weltmeister Mixed Team Relay (gemischte Staffel: 300 m Schwimmen, 6,5 km Radfahren und 1,7 km Laufen), die
2. Weltmeister in der Kategorie U23 auf der olympischen Distanz (1,5 km Schwimmen, 40 km Radfahren und 10 km Laufen) sowie die
3. Weltmeister bei den Junioren (750 m Schwimmen, 20 km Radfahren und 5 km Laufen) bestimmt.

## Ergebnisse

### Elite – Männer
| Datum        | Ort     | Gold         | Zeit     | Silber       | Zeit     | Bronze      | Zeit     |
| 5. Sep. 2020 | Hamburg | Vincent Luis | 00:49:13 | Vasco Vilaça | 00:49:15 | Léo Bergere | 00:49:18 |

### Elite – Frauen
| Datum        | Ort     | Gold                 | Zeit     | Silber      | Zeit     | Bronze          | Zeit     |
| 5. Sep. 2020 | Hamburg | Georgia Taylor-Brown | 00:54:16 | Flora Duffy | 00:54:25 | Laura Lindemann | 00:54:39 |

### Mixed Relay
| Datum        | Ort     | Gold                                                             | Zeit     | Silber                                                       | Zeit     | Bronze                                                            | Zeit     |
| 6. Sep. 2020 | Hamburg | Léonie Périault, Léo Bergere, Cassandre Beaugrand, Dorian Coninx | 01:18:25 | Taylor Spivey, Kevin McDowell, Katie Zaferes, Morgan Pearson | 01:18:33 | Georgia Taylor-Brown, Barclay Izzard, Jessica Learmonth, Alex Yee | 01:18:59 |